# SINAM
SINAM (SINAM LTD) — крупнейшая в Азербайджане компания по производству программного обеспечения и системных интеграторов. Также производит персональные компьютеры «Кюр». Штаб-квартира компании находится в городе Баку. Основателем и президентом компании является Эльчин Алиев.

## История
Основана в 1994 году Эльчином Алиевым. Название компании — сокращение от англ. SINAM («Software development, Integration service, Network solutions, Automation and Control, Maintenance and support»). С 1998 года компания SINAM является членом Американской Торговой Палаты в Азербайджане. В декабре 2005 года компания SINAM получила международный сертификат качества ISO 9001:2000.

## Руководство
Президентом и основателем компании является Эльчин Алиев
Генеральный Директор компании — Абульфат Рахманов
Директор по финансовым вопросам — Эльшад Абдуллаев
Директор по развитию — Ислам Ахмедов
Директор Технического Центра — Фируз Таиров
Начальник отдела Коммуникации — Джабраил Гусейнов

## Деятельность
В настоящее время компания SINAM является одним из ИКТ лидеров Азербайджана, где работают 150 профессиональных специалистов. Компания SINAM является одним из крупнейших e-Government провайдеров и системных интеграторов в регионе. К сферам деятельности компании относятся разработка и внедрение крупных телекоммуникационных проектов и интеграционных систем; разработка программного обеспечения; Интернет-сервис услуги; ремонт и техническое обслуживание компьютеров и офисной техники; создание и поддержка локальных сетей; консалтинговые услуги в области информационных технологий. Следует отметить, что SINAM является первой азербайджанской компанией, которая представляла Азербайджан на крупнейшей международной выставке в области создания и применения информационных и телекоммуникационных технологий — CeBIT-2005, прошедшей в Ганновере.

## Партнеры
- Cisco Systems
- Oracle
- HP Gold Partner
- Alcatel-Lucent
- IBM Business Partner
- Microsoft Certified Partner
- ABBYY Software House
- BS2 Azerbaijan

## Награды
2007 — премия «Интеллект-2007» присуждена компании SINAM в номинации «Информационные технологии» за создание решение по «э-Подписи» для PKİ инфраструктуры.
2007 — премия «Caspian Energy Integration Award 2007» присуждена компании SINAM в номинации «ИТ компания года»;
2006 — премия «Интеллект-2006» присуждена президенту компании SINAM Эльчину Алиеву в номинации «Информационные технологии» за вклад в создание системы управления государственными трудовыми ресурсами;
2006 — президент компании SINAM Эльчин Алиев удостоен медали Центрального комитета Общероссийского профсоюза работников Российской Федерации;
2005 — президент компании SINAM Эльчин Алиев награждён медалью Государственного таможенного комитета за сотрудничество в области таможни;
2005 — премия «Интеллект-2005» присуждена компании SINAM в номинации «Информационные технологии» за строительство первого в Азербайджане предприятия по производству электронного оборудования «KUR»;
2004 — премия «Интеллект-2004» присуждена компании SINAM в номинации «Проект года» за деятельность в рамках совместного проекта правительства Азербайджана и ПРООН «Усиление потенциала Государственного таможенного комитета и создание сети передачи данных»;
2003 — компания SINAM удостоена приза «Лучший проект в области е-правительства» международной организации UNECE.